# Nepeta argolica
Nepeta argolica là một loài thực vật có hoa trong họ Hoa môi. Loài này được Bory & Chaub. mô tả khoa học đầu tiên năm 1832.